# Boeing Pelican
Die Boeing Pelican ULTRA (Ultra Large Transport Aircraft) war eine Projektstudie eines Bodeneffekt-Flugzeuges. Beim Flug dicht über dem Boden ist mit Hilfe des Bodeneffekts (englisch wing-in-ground-effect oder WIGE) eine deutliche Verringerung des aerodynamischen Widerstands möglich. Der Effekt erlaubt es, mit relativ geringer Antriebsleistung große Nutzlasten über extreme Entfernungen zu transportieren. Die Reduzierung des Widerstands soll bis zu 70 % betragen.
Die Arbeiten wurden in den 2000er-Jahren in den Boeing Phantoms Works (St. Louis, Missouri), der Ideenschmiede Boeings für Forschungs- und Entwicklungsvorhaben im Flugzeugbau, durchgeführt.

## Entwicklung
Ziel der Studie war die Entwicklung eines (Luft-)Fahrzeugs sehr hoher Transportkapazität primär für die militärische, später allenfalls für die zivile Nutzung. Das Gerät hätte eine Spannweite von über 150 m (500 ft), eine Ladekapazität von fast 1300 t und eine Reichweite von etwa 18.000 km (10.000 NM). Durch vier Turboprop-Triebwerke angetrieben, würde es am effizientesten in Höhen von etwa 6 bis 15 m (20–50 ft) über der Wasseroberfläche fliegen.
Steigt das Gerät für Überlandflug in größere Höhe (bis über 6000 m), sinkt die Reichweite. Start und Landung würden auf konventionellen Pisten erfolgen, wobei das Gewicht auf insgesamt 76 Räder über 38 Fahrwerksbeine verteilt würde. Gleichzeitig wäre es nötig, am Boden die Flügel falten zu können, um bestehende Flugplätze und ihre Standard-Umgebungen nutzen zu können: Das Fluggerät übertrifft die Abmessungen des derzeit größten Flugzeugs, der russischen Antonow An-225, um etwa das Doppelte. Die maximale Nutzlast der An-225 (275,5 t), würde um etwa das fünffache übertroffen.
Über den Stand des Projekts ist wenig bekannt. Eine Quelle berichtete, dass im April 2003 eine Studie der US Army (Army’s Advanced Mobility Concepts Study) mit einem Entscheid über das weitere Schicksal des Projekts veröffentlicht werden sollte. In der Studie erhielt das Projekt keine Priorität. Ohne das Militär als wichtigsten Erstkunden ist nicht mit einer Ausführung des Projekts zu rechnen.

## Varianten
In der Studie ist zumindest eine zivile und eine militärische Variante vorgesehen.

## Betreiber
Als potentielle Betreiber sind die United States Air Force, verbündete Luftwaffen und zivile Schifffahrtsgesellschaften zu sehen.

## Technische Daten
| Kenngröße             | Daten                                                                                      |
| --------------------- | ------------------------------------------------------------------------------------------ |
| Länge                 | 122 m                                                                                      |
| Spannweite            | 152,5 m                                                                                    |
| Flügelfläche          | 4047 m²                                                                                    |
| Frachtraumfläche      | 2790 m²                                                                                    |
| Nutzlast              | - normal: 1270 t - maximal: 1400 t                                                         |
| max. Startmasse       | 2700 t                                                                                     |
| Höchstgeschwindigkeit | 445 km/h                                                                                   |
| Marschgeschwindigkeit | 350 km/h                                                                                   |
| Dienstgipfelhöhe      | 6100 m                                                                                     |
| Reichweite            | - 12.000 km (auf 6100 m Flughöhe) - 18.500 km (auf 7 m Flughöhe über dem Meer)             |
| Triebwerke            | acht Propellerturbinen in vier Triebwerksgondeln, wirkend auf gegenläufige Propellerpaare. |
| Leistung              | je 44.700–59.600 kW                                                                        |